# Cheikhou Thioune
Cheikhou Thioune, né le 15 novembre 1983 à Pikine, au Sénégal, est un joueur franco-sénégalais de basket-ball. Il évolue au poste d'ailier.